# Michał Korzeniowski
Michał Korzeniowski (Korzeniewski) herbu Lis – rotmistrz 2. Brygady Kawalerii Narodowej Wielkiego Księstwa Litewskiego w 1789 roku, poseł powiatu pińskiego na Sejm Czteroletni w 1790 roku.
2 maja 1791 roku podpisał asekurację, w której zobowiązał się do popierania projektu Ustawy Rządowej. Członek Zgromadzenia Przyjaciół Konstytucji Rządowej, prezes sądów głównych wołyńskich.
Był kawalerem Orderu Świętego Stanisława.